# DJ Akira
DJ Akira (rodno ime Kin Wing Lam) je hongkonški hardcore/gabber, speedcore, terrorcore producent i DJ koji većinom djeluje u Nizozemskoj.
Akira je počeo raditi kao izvođač koji stvara i producira hardcore. Započeo je svoju djelatnost 1997. u diskografskoj kući "DJ Squad" DJ Roba. Nakon što je počeo slušati Liza 'N Eliaz, također je počeo producirati terrorcore. Otvorio je vlastitu producentsku kuću "Hong Kong Violence".

## Diskografija
| Godina | Album                                          |
| ------ | ---------------------------------------------- |
| 1998.  | Loss Torros                                    |
| 2001.  | Hong Kong vs. New York                         |
| 2007.  | Burst Tires Cause Flight Delay In Hong Kong EP |
| 2007.  | Made In Hong Kong                              |
| 2009.  | Beatdown Anonymous                             |

## Vanjske poveznice
- DJ Akira diskografija
- DJ Akira na Partyflocku